# 上尾市立東中学校
上尾市立東中学校（あげおしりつ ひがしちゅうがっこう）は、埼玉県上尾市上尾村にある公立中学校。

## 概要
生徒数は690人であり、上尾市内の中学校では3番目である。また、学級数は19である。
2015年4月より、文部科学省から研究開発学校の指定を受け、新教科「グローバルシティズンシップ科」を設立している。
校歌は宮澤章二が作詞し､服部公一が作曲した。
校木は楠である。開校15周年を記念し、制定以前から校庭にある大きな楠にちなみ制定された。

## 沿革
- 1976年4月 - 上尾市上尾村479に上尾市立東中学校として新設・開校。生徒801名・20学級編成。
- 1976年6月 - 校章・標準服・生徒名札制定
- 1977年6月 - 6月16日を開校記念日として定める。
- 1978年3月 - 校旗・校歌制定
- 1988年4月 - 学区変更。県道上尾蓮田線東側を上尾市立上尾中学校へ。
- 1991年2月 - 「楠」を校木に制定。
- 1992年2月 - 育心館（武道場）・コンピュータ室設置。
- 1992年7月 - 保健室脇に相談室設置。
- 1992年11月 - サテライトキッチン設置。
- 1993年1月 - 学校給食開始。
- 1993年12月 - 第1回全国駅伝大会（女子の部）出場
- 1995年4月 - ことばの教室（難聴学級）設置。
- 1996年12月 - 第4回全国駅伝大会（女子の部）出場
- 1997年1月 - 埼玉県学校給食優良校に選ばれる。
- 1997年12月 - さわやか相談室完成。
- 1998年1月 - 埼玉県学校保健努力校に選ばれる。
- 2001年7月 - 技術室（金工）の設置
- 2005年4月 - 市教委より教育課程の研究委嘱を受ける。
- 2015年4月 - 文部科学省より指定を受け、日本の公立中学校で初めて「グローバルシティズンシップ科」を設立。

## 教育方針
- 学校教育目標 - 志を持って学ぶたくましい心と体の東中生[6]
- スローガン - 「文武両道」「凡事徹底」「きれいな学校」「日本一のあいさつ」[6]

## 部活動
運動系部活動
- 野球部
- サッカー部
- 陸上部
- 男子ソフトテニス部
- 女子ソフトテニス部
- 男子バスケットボール部
- 女子バスケットボール部
- 男子バレーボール部
- 女子バレーボール部
- バドミントン部
- 卓球部
- 剣道部

文化系部活動
- 吹奏楽部
- 美術部
- 茶華道部
- 家庭科部
- パソコン部
- 科学部

## 通学区域
上尾市内のうち、下記に在住の生徒が通学する。
- 上尾地区[8] - 緑丘一丁目～五丁目、本町二丁目～六丁目[注釈 1]、原新町、大字上尾宿、大字上尾村、二ツ宮[注釈 2]
- 原市地区[9] - 大字原市[注釈 3]
- 大石地区[10] - 大字中妻[注釈 4]
- 上平地区[11] - 大字西門前[注釈 5]、大字南[注釈 6]、大字平塚[注釈 7]、錦町

また、上平地区大字平塚の一部に、通学希望届を提出すれば本校に通学できる地域がある。

## 進学前小学校
- 上尾市立芝川小学校
- 上尾市立中央小学校
- 上尾市立東小学校

芝川小の通学区域は、本校と上平中の通学区域に分かれている。また、中央小の通学区域は、本校と上尾中の通学区域に分かれている。東小の通学区域は、本校の通学区域のみと重なっているためほとんどの児童は本校に進学する。

## 交通
- JR高崎線上尾駅、北上尾駅より共に徒歩25分（直線距離で約2km）[12]
- JR高崎線上尾駅、北上尾駅、ニューシャトル沼南駅、羽貫駅よりバス

## 主な卒業生
- 長井淳子（元柔道選手）
- 石井茜（囲碁女流棋士）
- 川保麻弥（元ソフトボール選手）
- 岡田久美子 （リオデジャネイロオリンピック女子競歩日本代表）
- 田中希実（ラクロス女子日本代表）